# Executive Committee Range
Die Executive Committee Range ist ein Gebirgszug im westantarktischen Marie-Byrd-Land. Er besteht im Wesentlichen aus fünf großen Vulkanen (Mount Sidley, Mount Waesche, Mount Hampton, Mount Cumming und Mount Hartigan mit mehreren individuell benannten Berggipfeln) und der unmittelbar nordwestlich des Mount Hampton gelegenen Bergspitze Whitney Peak. Sie verteilen sich über eine Strecke von 80 km entlang des 126. Längengrads.
Die für die Entstehung der Bergkette ursächliche vulkanische Aktivität schreitet in nord-südlicher Richtung fort. Dementsprechend weist der nördlichste Gipfel, der Whitney Peak, mit 13,7 Mio. Jahren das höchste Alter auf, während der südlichste Vulkan, Mount Waesche, erst während der letzten Jahrmillion entstanden ist. Neue Untersuchungen weisen auf anhaltende magmatische Aktivität im Untergrund südlich des Mount Waesche hin, die darauf schließen lässt, dass der Vulkanismus in dieser Region keineswegs erloschen ist.
Entdeckt wurde das Gebirge bei einem Überflug am 15. Dezember 1940 während der United States Antarctic Service Expedition (1939–1941). Namensgeber ist das Exekutivkomitee des United States Antarctic Service. Bereits 1934 hatte der US-amerikanische Polarforscher Richard Evelyn Byrd Mount Sidley als einzelnen Berg entdeckt. Der United States Geological Survey kartierte zwischen 1958 und 1960 den gesamten Gebirgszug anhand eigener Vermessungen und Trimetrogon-Luftaufnahmen der United States Navy.